# 承和 (日本)
承和（834年2月14日~848年7月16日）是日本的年號之一，指的是天長之後、嘉祥之前。此時的天皇是平安時代之仁明天皇。

## 改元
- 天長十一年正月初三（834年2月14日） 改元。
- 承和十五年六月十三（848年7月16日） 改元嘉祥。

## 大事記
- 承和九年（842年）：承和之變：企圖謀反的恆貞親王被廢太子，伴健岑與橘逸勢被流放，而整件事是藤原良房的陰謀。

## 紀年
| 承和 | 元年  | 二年  | 三年  | 四年  | 五年  | 六年  | 七年  | 八年  | 九年  | 十年  |
| 公元 | 834年 | 835年 | 836年 | 837年 | 838年 | 839年 | 840年 | 841年 | 842年 | 843年 |
| 干支 | 甲寅  | 乙卯  | 丙辰  | 丁巳  | 戊午  | 己未  | 庚申  | 辛酉  | 壬戌  | 癸亥  |

| 承和 | 十一年 | 十二年 | 十三年 | 十四年 | 十五年 |
| 公元 | 844年  | 845年  | 846年  | 847年  | 848年  |
| 干支 | 甲子   | 乙丑   | 丙寅   | 丁卯   | 戊辰   |